# Colonia Madero, Zacatecas
Colonia Madero är en ort i Mexiko.   Den ligger i kommunen Noria de Ángeles och delstaten Zacatecas, i den centrala delen av landet, 400 km nordväst om huvudstaden Mexico City. Colonia Madero ligger 2 063 meter över havet och antalet invånare är 819.
Terrängen runt Colonia Madero är platt åt sydost, men åt nordväst är den kuperad. Runt Colonia Madero är det ganska glesbefolkat, med 31 invånare per kvadratkilometer. Närmaste större samhälle är Loreto, 16,7 km söder om Colonia Madero. Omgivningarna runt Colonia Madero är i huvudsak ett öppet busklandskap.